# Talbas
Talbasen (radix) upphöjd till en viss exponent är det tal som en siffra i ett positionssystem skall multipliceras med för bestämning av talets värde. Om talet utgörs av siffersekvensen {\displaystyle a_{n}a_{n-1}\dots a_{0}} och {\displaystyle b} är talbasen, så blir talets värde
{\displaystyle a_{n}a_{n-1}\dots a_{0}=a_{n}b^{n}+a_{n-1}b^{n-1}+\dots +a_{0}b^{0}}
Talbasen anger också antalet siffersymboler som används i ett givet positionssystem.

## Positionssystem med olika talbaser
| Bas | Namn                          | Symboler | Användning |
| --- | ----------------------------- | -------- | --- |
| 2   | Binära talsystemet            | 0, 1     | Digital databehandling.                                                                                                |
| 3   | Ternära talsystemet           | 0–2      | Cantormängden. |
| 4   | Kvarternära talsystemet       | 0–3      | Dataöverföring, Hilbertkurvor och abugidan Kharosthi.                                                                  |
| 5   | Kvinära talsystemet           | 0–4      | Grupperingsräkning. |
| 6   | Senära talsystemet            | 0–5      | Metoden Diceware. |
| 7   | Septenära talsystemet         | 0–6      | Veckocykel. |
| 8   | Oktala talsystemet            | 0–7      | Unixliknande tillstånd, programmering av DEC PDP-11 och kompakt notation av binära tal.                                |
| 9   | Nonära talsystemet            | 0–8      | Kompakt notation av ternära tal.                                                                                       |
| 10  | Decimala talsystemet          | 0–9      | Mest använda talbasen i modern tid.                                                                                    |
| 11  | Undecimala talsystemet        | 0–9, A   | |
| 12  | Duodecimala talsystemet       | 0–9, A–B | Tid mäts traditionellt i multiplar av 12 snarare än 10 samt dussin och gross.                                          |
| 13  | Tridecimala talsystemet       | 0–9, A–C | En cykel av Mayakalendern.                                                                                             |
| 14  | Tetradecimala talsystemet     | 0–9, A–D | Programmering för HP 9100A/B calculator och bildbehandlingsprogram                                                     |
| 15  | Pentadecimala talsystemet     | 0–9, A–E | Telefoni-routing över IP.                                                                                              |
| 16  | Hexadecimala talsystemet      | 0–9, A–F | Kodning av Base16 samt kompakt notation av binära data och kvarternära tal. Används ofta av datorprogrammerare.        |
| 18  | Oktodecimala talsystemet      |          | En cykel av långa mesoamerikanska kalendern.                                                                           |
| 20  | Vigesimala talsystemet        |          | I danskan räknar man i viss mån med tjugo som bas för tal mellan 50 och 99, i franskan mellan 70 och 99.               |
| 21  | Unvigesimala talsystemet      |          | |
| 24  | Tetravigesimala talsystemet   |          | Dygnscykel. |
| 25  | Pentavigesimala talsystemet   |          | Kompakt notation av kvinära tal.                                                                                       |
| 26  | Hexavigesimala talsystemet    |          | Användning av bokstäver utan siffror (A–Z), till exempel kolumnnumrering i kalkylblad                                  |
| 27  | Septemvigesimala talsystemet  | 0–9, A–Q | Språket Telefol som pratas i Papua Nya Guinea samt kompakt notation av ternära tal.                                    |
| 28  | Oktovigesimala talsystsmet    |          | Fyra veckor i tretton månaders kalender                                                                                |
| 30  | Trigesimala talsystemet       |          | Månadscykel för olika kalendrar.                                                                                       |
| 32  | Duotrigesimala talsystemet    |          | Kodning av Base32. |
| 35  | Pentatrigesimala talsystemet  |          | |
| 36  | Hexatrigesimala talsystemet   | 0–9, A–Z | Kodning av Base36 samt kompakt notation av senära tal.                                                                 |
| 60  | Sexagesimala talsystemet      |          | Babyloniska talsystemet. Vårt sätt att indela tid (60 sekunder per minut, och 60 minuter per timme) bär spår av detta. |
| 64  | Tetrasexagesimala talsystemet |          | Kodning av Base64 samt kompakt notation av kvarternära och oktala tal.                                                 |
| 85  | Pentaoktagesimala talsystemet |          | Kodning av ASCII85 |

### Negativa talbaser
Det finns också talsystem med negativ bas. Det negabinära talsystemet är ett exempel där basen är −2.
Det unära talsystemet, som bara har en symbol, sägs ibland felaktigt ha talbasen 1, men är inget positionssystem.[källa behövs]

## Notation
När det finns behov av att ange vilken bas ett tal är noterat i skrivs ofta basen med bokstäver i indexläge. Till exempel är 10001TVÅ och 11SEXTON och 17TIO samma tal skrivet i tre olika baser. Ett annat skrivsätt är 10001 (bas 2), 11 (bas 16), 17 (bas 10). Inom datatekniken skrivs ofta basen med siffror: 100012, 1116, 1710. Inom datorprogrammering används särskilda sätt att betecknar vissa vanliga baser: talet tjugo kan i en viss kontext skrivas som 024 (oktalt tal: inleds med "0") eller 0x14 (hexadecimalt tal: inleds med "0x").
Vid utskrivning av tal i talbaser större än 10 räcker de arabiska siffrorna inte till. Då tar man vanligen till alfabetets bokstäver, så att "a" står för 10, "b" för 11 och så vidare. Hexadecimalt blir således 47, med notation från datorprogrammering, 0x2f (2×16+15).